# Белоглинка (Сакский район)
Белогли́нка (до 1948 года Карала́р-Кипча́к; укр. Білоглинка, крымскотат. Qaralar Qıpçaq, Къаралар Къыпчакъ) — исчезнувшее село в Сакском районе Республики Крым (согласно административно-территориальному делению Украины — Автономной Республики Крым), располагавшееся на северо-западе района, в степной зоне Крыма, недалеко от восточного берега озера Донузлав, примерно в 5 км севернее современного села Веселовка.

### Динамика численности населения
| - 1806 год — 116 чел. - 1864 год — 49 чел. - 1889 год — 121 чел. - 1892 год — 35 чел. | - 1900 год — 122 чел. - 1915 год — 97/18 чел. - 1926 год — 59 чел. |

## История
Первое документальное упоминание села встречается в Камеральном Описании Крыма… 1784 года, судя по которому, в последний период Крымского ханства Кипчак входил в Байнакский кадылык Козловского каймаканства. После присоединения Крыма к России (8) 19 апреля 1783 года, (8) 19 февраля 1784 года, именным указом Екатерины II сенату, на территории бывшего Крымского Ханства была образована Таврическая область и деревня была приписана к Евпаторийскому уезду. После Павловских реформ, с 1796 по 1802 год, входила в Акмечетский уезд Новороссийской губернии. По новому административному делению, после создания 8 (20) октября 1802 года Таврической губернии, Каралар-Кипчак был включён в состав Кудайгульской волости Евпаторийского уезда.
По Ведомости о волостях и селениях, в Евпаторийском уезде с показанием числа дворов и душ… от 19 апреля 1806 года в деревне Кипчак числилось 18 дворов, 115 крымских татар и 1 цыган. На военно-топографической карте генерал-майора Мухина 1817 года деревня Кипчак обозначена с 11 дворами. После реформы волостного деления 1829 года Каралар Кипчак, согласно «Ведомости о казённых волостях Таврической губернии 1829 года», остался в составе Кудайгульской волости. Затем, видимо, вследствие эмиграции крымских татар в Турцию, деревня опустела, и на карте 1836 года в деревне 9 дворов, а на карте 1842 года Кыпчак обозначен условным знаком «малая деревня» (это означает, что в нём насчитывалось менее 5 дворов).
В 1860-х годах, после земской реформы Александра II, деревню приписали к Чотайской волости. В «Списке населённых мест Таврической губернии по сведениям 1864 года», составленном по результатам VIII ревизии 1864 года, Каралар-Кипчак — владельческая татарская деревня, с 8 дворами и 49 жителями при колодцах. По обследованиям профессора А. Н. Козловского 1867 года, вода в колодцах деревни была «хорошая, пресная», а их глубина достигала 8—10 саженей (17—21 м). На трёхверстовой карте Шуберта 1865—1876 года значатся деревня Кипчак с 12 дворами и экономия Каралар, без указания числа дворов). В «Памятной книге Таврической губернии 1889 года», включившей результаты Х ревизии 1887 года, в деревне Кипчак-Караллар числились 23 двора и 121 житель. Согласно «…Памятной книжке Таврической губернии на 1892 год», в деревне Караллак-Кипчак, входившей в Актачинский участок, было 35 жителей в 5 домохозяйствах.
Земская реформа 1890-х годов в Евпаторийском уезде прошла после 1892 года, в результате Каралар-Кипчак отнесли к Донузлавской волости. По «…Памятной книжке Таврической губернии на 1900 год», в посёлке Кипчак-Каралар числилось 122 жителя в 4 домохозяйствах. По Статистическому справочнику Таврической губернии. Ч.II-я. Статистический очерк, выпуск пятый Евпаторийский уезд, 1915 год, в селе Каралар-Кипчак Донузлавской волости Евпаторийского уезда числилось 14 дворов с татарскими жителями в количестве 97 человек приписного населения и 18 — «постороннего», из которых 71 мужчин и 11 женщин. Жители землёй не владели, в хозяйствах имелось 52 лошади, 40 волов, 18 коров и 413 голов мелкого скота.
После установления в Крыму Советской власти, по постановлению Крымревкома от 8 января 1921 года № 206 «Об изменении административных границ» была упразднена волостная система и село вошло в состав Евпаторийского района Евпаторийского уезда, а в 1922 году уезды получили название округов. 11 октября 1923 года, согласно постановлению ВЦИК, в административное деление Крымской АССР были внесены изменения, в результате которых округа были отменены и произошло укрупнение районов — территорию округа включили в Евпаторийский район. Согласно Списку населённых пунктов Крымской АССР по Всесоюзной переписи 17 декабря 1926 года, в селе Каралар-Кипчак, Отешского сельсовета Евпаторийского района, числилось 12 дворов, все крестьянские, население составляло 59 человек, из них 51 украинец и 8 русских.
В 1944 году, после освобождения Крыма от фашистов, 12 августа 1944 года было принято постановление № ГОКО-6372с «О переселении колхозников в районы Крыма» и в сентябре 1944 года в район приехали первые новосёлы (150 семей) из Киевской и Каменец-Подольской областей, а в начале 1950-х годов последовала вторая волна переселенцев из различных областей Украины. С 25 июня 1946 года Каралар-Кипчак в составе Крымской области РСФСР. Указом Президиума Верховного Совета РСФСР от 18 мая 1948 года Каралар-Кипчак переименовали в Белоглинку. 26 апреля 1954 года Крымская область была передана из состава РСФСР в состав УССР. Время включения в состав Наташинского сельсовета пока не установлено: на 15 июня 1960 года село уже числилось в его составе. Ликвидировано к 1968 году, уже как село Добрушинского сельсовета.